# Dekzand
Dekzand is een sediment dat onder periglaciale omstandigheden door de wind wordt afgezet. Dekzand kan zich vormen als er nauwelijks vegetatie aanwezig is, vanwege extreme kou. In deze omstandigheden heeft de wind vrij spel en kan zand dat aan het oppervlak ligt getransporteerd en opnieuw afgezet worden. Dekzand dankt zijn naam aan het feit dat het over grote oppervlakten kan worden afgezet.
In grote delen van Noordwest Europa is dekzand afgezet tijdens het Weichselien, toen een grote ijskap tot Denemarken kwam. In die periode lag de Noordzee droog, en vormden grote delen van Nederland, België, en Duitsland een soort toendra of poolwoestijn met ondiepe rivierbeddingen. Vroeger dacht men dat het dekzand afkomstig was uit de drooggevallen Noordzee. Uit mineralogisch onderzoek is echter gebleken dat de samenstelling van het dekzand sterk lijkt op de lokaal voorkomende formaties. In de lithostratigrafie wordt dekzand tot de Formatie van Boxtel gerekend.
Tijdens het Vroeg-Glaciaal was de vegetatie nog dusdanig dat verstuiving voornamelijk lokaal van aard was.
Tijdens het Pleniglaciaal, het koudste gedeelte van het Weichselien, was de vegetatie vrijwel verdwenen en konden wel over grote gebieden verstuivingen worden afgezet. Deze afzettingen worden het 'Oudere dekzand' genoemd. Dit dekzand is horizontaal gelaagd met leemlaagjes. In Zuid Nederland, vooral in het mogelijk lager liggende gebied van de centrale slenk werd de zogeheten Brabantse leem afgezet. Deze leem, een lössachtig sediment, is afgezet in zeer ondiepe poelen die zich bevonden in een door grassen en kruiden begroeid landschap. 's-Winters waren de poeltjes waarschijnlijk permanent bevroren, tijdens de zomer dooiden zij op waardoor de loessdeeltjes in het water konden worden afgevangen.
Tijdens het Laat-Glaciaal werd door de toenemende begroeiing de verstuiving weer lokaler, en werd het 'Jonger dekzand' afgezet. Dit jongere dekzand bestaat voornamelijk uit plaatselijk opnieuw opgewaaid Ouder dekzand. Door de toegenomen begroeiing werd het opgewaaide dekzand op een aantal plaatsen vastgehouden en ontstonden zogeheten dekzandruggen, die nog op veel plekken in Nederland te vinden zijn.
Veel oude nederzettingen zijn ontstaan op de hoger gelegen en daardoor droge dekzandruggen. Een bekend voorbeeld is het esdorp, dat meestal niet aan een beek, maar op een droge plaats op enige afstand daarvan is gelegen.